# 177-я стрелковая дивизия
177-я стрелковая дивизия — воинское соединение Вооружённых сил СССР в Великой Отечественной войне
Полное название 177-я стрелковая Любанская дивизия

## История
177-я стрелковая дивизия формировалась с середины марта 1941 года на базе двух запасных полков Ленинградского Военного округа. Формировал дивизию, командовавший до этого 10-й мотострелковой бригадой Герой Советского Союза полковник Н. С. Угрюмов и его штаб во главе с подполковником И. С. Павловым. Штаб дивизии в полном составе находился в г. Боровичи. 16 мая командование дивизией принял полковник А. Ф. Машошин.
В казармах военного городка, расположенного за больницей г. Боровичи, в основном за счёт приписного состава Боровичского и Опеченского (в 1960 году включён в состав Боровичского района), а также Мошенского, Окуловского, Любытинского районов Новгородской области комплектовались 483-й и 486-й стрелковые полки, 710-й гаубичный артиллерийский полк, 6-й отдельный истребительно-противотанковый дивизион (ОИПТД), отдельный зенитный артиллерийский дивизион (ОЗАД), 254-я отдельная разведывательная рота, 333-й сапёрный батальон, 555-й отдельный батальон связи, 20-й медико-санитарный батальон, 150-й дивизионный ветеринарный лазарет, 175-я отдельная рота химической защиты.
В казармах военного городка Аракчеево (дер. Новоселицы Новгородского района) в основном за счёт приписного состава Старорусского, а также Новгородского и Крестецкого районов комплектовались 502-й стрелковый полк, 706-й лёгко-артиллерийский полк и тылы дивизии. Автотранспортная рота комплектовалась за счёт всех вышеперечисленных районов.
В 177-ю стрелковую дивизию набирали двумя большими «волнами». Сначала, при формировании дивизии, — весной мужчин забирали на военные сборы. Вторая «волна», — сразу после начала войны, при доукомплектовании дивизии до штатов военного времени.
Пополнение дивизии сержантами и красноармейцами шло по большей части опытными бойцами — участниками финской кампании. Данный факт оказал существенное влияние на боевые возможности дивизии на Лужском рубеже .
Встретив неожиданное для противника  сопротивление  под  г. Луга,  немецкие источники  объясняли  это тем, что  «177 сд состоит из отборных войск НКВД» .
Friedrich Husemann. The history of the 4. SS-Polizei-Panzer-Grenadier-Division, Volume 1: 1939—1943 :
«В течение всего дня (10 августа 1941 г.) шли свирепые наступательные и оборонительные бои против русских элитных войск .»
Hans Pichler (немецкий военный врач 4-й полицейской моторизованной дивизии СС) Truppenarzt und Zeitzeuge. Mit der 4. SS-Polizei-Division an vorderster Front:
«12.8.41.Русские обороняются как дикие звери…Они подпускают наших солдат на 10—15 метров и открывают шквальный пулемётный огонь из ранее незамеченных огневых точек. Теперь мы понимаем, что здесь нам противостоят очень сильные и отборные элитные подразделения…Луга стала для нас Адом.»
Andre Bonya «4. SS-Polizei-Division am Feind : Ziel Leningrad»:
«Стало очевидным, что русские дерутся до последнего патрона. Часто на отдельных участках приходилось подавлять сопротивление до тех пор, пока в живых не оставалось никого.»

## 1941 год
К утру 2 июля 1941 все части 177-й стрелковой дивизии сосредоточились в лесах, и населённых пунктах юго-западнее города Луга. Штаб дивизии разместился в помещении школы деревни Кут. Приказом командующего Северным фронтом № 49 от 6 июля включена в состав Лужской оперативной группы, и вечером того же дня заняла позиции на Киевском шоссе южнее Луги, на реке Плюсса. Обороняет полосу на важнейшем направлении, длиной 22 километра, имея передний край Лесково, Корпово, Бараново, восточный берег озера Лукома, река Барановка, река Старица, река Быстрица с полосой обеспечения: Большое Захонье, река Плюсса. Промежуточная позиция: посёлок Серебрянка, Черевище, Городец, Подлесье, Люблино. Дивизии были приданы артиллерийско-пулемётные батальоны, сформированные из ополченцев Ленинграда: 260-й, 262-й и 273-й, а с 6 августа 274-й; также в период с 17 по 20 июля в дивизию прибыла рота танков КВ — 5 машин, рота машин ИЗ — 10 машин, автотранспортный взвод из 11 машин, и взвод из 5 бронемашин. Из этой техники был сформирован бронетанковый батальон. Соседом справа дивизия имела с 15 июля 111-ю стрелковую дивизию, соседом слева 235-ю стрелковую дивизию.
В ночь с 10 на 11 июля подразделения 483-го стрелкового полка пропустили через свои боевые порядки последние отходившие части 90-й и 111-й стрелковых дивизий и 11.07.1941 года дивизия приняла первый бой. Действуя совместно с 24-й танковой дивизией удерживает в ожесточённых боях, чередуя отход и контратаки, вверенный рубеж, прикрывая подступы к Луге вплоть до конца августа 1941 года, не допустив прорыва врага через свои порядки и отступив в боях только на 30-35 километров, перейдя на главную полосу обороны. В ночь на 21.08.1941 года дивизия отошла севернее Луги. На 23-24.08.1941 года дивизия занимала рубеж Кемка — Санаторий Зачеренье, с командным пунктом в Долговке.
В течение июля-августа 177 сд сражалась против 1-й и 6-й танковых дивизий вермахта, 269 пехотной дивизии, 3-й моторизованной пехотной дивизии, дивизии СС «Полицай» и 8-й танковой дивизии  .
3 августа дивизия СС «Полицай» впервые атаковала оборону 177 СД, где немцы сразу понесли значительные потери.
Friedrich Husemann. The history of the 4. SS-Polizei-Panzer-Grenadier-Division, Volume 1: 1939—1943 :
«3 августа! …Пока мы занимаемся перевязкой раненого офицера, санитары приносят на носилках другого бойца. Тяжелое осколочное ранение легкого. И дальше пошло! Сначала двое, потом пятеро, потом семеро, и со всех сторон они стремятся на перевязочный пункт… Разносятся дикие слухи. Якобы командир батальона тяжело ранен, начальник штаба убит… Между тем приток раненых становится необозримым…Вот лежит кто-то с тяжелым огнестрельным ранением в живот, рядом с ним другой держит на перевязи раздробленную руку на временной шине, там ещё один корчится от боли — снарядный осколок оторвал ему полноги — а там дальше опускается на землю кто-то с перевязанной головой… Притоку раненых все ещё не видно конца. Боже мой, весь батальон перебили, что ли?»
Командир дивизии «СС Полицай» группенфюрер СС Артур Мюльферштедт был убит 10 августа 1941 г. в полосе обороны 486 полка 177 стрелковой дивизии, возле деревни Смерди. Он оказался первым эсэсовским генералом, убитым во 2-й мировой войне. До войны отвечал за безопасность проведения отдельных крупных фашистских мероприятий с участием Гитлера. Один из пленных эсэсовцев дал такую характеристику Артуру Мюльферштедту:
«Он был большая свинья, хотел заработать „Рыцарский крест“ и бросил нас в огонь. Когда он был убит, он получил свой крест .»

Боевое донесение штаба Лужского участка обороны:
«В 5.00 10.8 противник по всему фронту 177 сд начал артподготовку. Артподготовка велась до 6.30. В 7.50 в районе Смерди под прикрытием дымзавесы противник начал активное наступление густыми колоннами с развернутыми знаменами».
Наступление эсэсовцев «с развернутыми знаменами» на позиции 177 сд, и её последствия для немцев произвели большое впечатление на участников и очевидцев тех событий .  В документах 177 сд эта атака  названа  «психической» ,  о ней есть упоминания в мемуарах и опубликованных  воспоминаниях.
Порфирий Муштаков, старший лейтенант, командир батареи 710 гаубичного артполка 177 сд :
«Гитлеровцы шли, как на параде. Впереди несколько танков и броневиков, за ними пехота с автоматами. Командир дивизиона предупредил: огонь открывать только по команде… Каждый нерв, каждая жилочка напряжены до предела. Но надо выждать время. Пусть гитлеровцы подойдут поближе…»
И. Д. Дмитриев, до войны был первым секретарём Лужского райкома и горкома партии:
«Я в этом деле участвовал. Немцы шли колоннами в рост, не стреляя. (Я по фильму „Чапаев“ знал, но не думал, что так в самом деле бывает.) Именно так! Высокие, здоровые, кричат: „Рус, сдавайся!“, не стреляют. Подпускали мы их, не стреляя, на пятьдесят метров. Командовал Машошин. Условлено было: сигнал, когда подойдут на пятьдесят метров. Самое жуткое в моей жизни — это было так лежать! Мы, рассыпавшись, лежим. Идут! А сигнала нет. И вот-вот растопчут… Выдержали! Ураганный огонь — и каша у них! Назад ушло два-три десятка человек. Сзади через полчаса вторая колонна. И так — до трёх раз. Всех положили. Несколько тысяч!„
Старший адъютант начальника артиллерии 24-й танковой дивизии Ф. П. Александров:
“…вместо скошенных огнём первых шеренг шли вторые, и когда постигала их участь предшественников, им на смену шли третьи шеренги. Но вот стало заметно колебание в строю атакующих, видно, спесь была сбита, и уцелевшие показали свои спины и пустились бежать, бросая все, чем хотели нас устрашить, и барабаны, и штандарты, и оружие. Многие остались лежать на поле боя…»
Корпусный инженер Н. С. Иванов:
«Фашисты бросились в противотанковый ров, а он заминирован, — стали подрываться… Словом, за полчаса два полка эсэсовцев как корова языком слизала».
Одновременно с дивизией СС «Полицай» 10 августа 1941 г. на Лугу наступала 269 пехотная дивизия вермахта. Helmut Römhild «Geschichte der 269. Infanterie-Division»:
«Наступление началось в 4 ч. 10.08.1941…Противник упрямо сопротивлялся. Он защищался упорно, ожесточённо, и даже перешёл в контратаку…Показатель потерь дивизии в этот день снова высоко подскочил… В рядах дивизии СС тоже были значительные потери… Два взвода роты и с ними старший лейтенант фон дер Лит были окружены в лесу русскими. Только 15 легко раненных бойцов роты прорвались через кольцо бешено стреляющих и хорошо замаскированных врагов. Старший лейтенант Лит погиб так же, как и командир 1-й роты де ла Мотт. В 1-й роте осталось в боевом составе 30 бойцов, в 3-й роте — 17 бойцов.»
По воспоминаниям ветеранов 269 пехотной дивизии вермахта, бои за г. Лугу отличались крайней степенью жестокости с обеих сторон. «Der Landser» № 1919. W.Sandler. «Die Schlacht an der Luga» Стр. 56:
«Всюду, в лесах и болотах, таятся разрозненные отряды красноармейцев, которые только и ждут, чтобы наброситься на снабжения и санитарные колонны. Совершенно неожиданно такая группа из кустарника или леса открывает пулемётный и ружейный огонь по транспорту. Ручные гранаты и миномётный залп разрывают в клочья проходящую колонну. Бывало и так, что солдаты охранения атаковали красноармейцев. Вот что случилось в перелеске недалеко от Городоньки. Средь бела дня, отставшие от своих частей русские напали на транспорт, в котором находилось сорок тяжелораненых. Ужасный кошмар длился несколько минут. После нападения красноармейцы бесследно исчезли в окрестных лесах. На дороге остались лишь мертвые немецкие солдаты, которых совершенно случайно обнаружила спустя час колонна снабжения боеприпасами.» 
  В упомянутой выше дер. Городонька находился штаб 483 полка 177 сд.
«Der Landser» № 1919. Стр. 51:
«Ефрейтор … вспоминает о случае, когда привели четырёх пленных и только бегло проверили наличие оружия. Так как у русских не было карабинов или автоматов, то не были приняты повышенные меры предосторожности. И это было серьёзной ошибкой. Внезапно красноармейцы вытащили гранаты из карманов и забросали ими MG-пулемётный расчёт. Результат: два человека погибли и один серьёзно ранен. Русские же исчезли во всеобщей суматохе и никто их больше не видел.»
К утру 27.08.1941 дивизия передала арьергардной 235-й стрелковой дивизии свою полосу обороны и 502-й стрелковый полк без третьего батальона, после чего, по распоряжению командира 41-го стрелкового корпуса, сосредоточилась в районе Долговки и леса восточнее. 28.08.1941 ведёт ожесточённые бои, осуществляя наступление южнее Красногвардейска в район Вырица, Куровицы, Рождествено, Остров, однако смогла продвинуться только до рубежа Ящера — посёлок Дивенский. Была окружена. Выходила из кольца в северном направлении, на 30.08.1941 вела упорный бой на фронте Лутинка, посёлок Дивенский, совхоз Красный Маяк. В течение первой половины сентября 1941 года ведёт упорные бои , прорывая окружение в районе Вырица, однако из окружения 22-24.09.1941 вышло около 1,5 — 2 тысяч человек в район г. Пушкин —это были остатки не только 177-й дивизии, но и 235-й, а также 24-й танковой дивизии. По некоторым данным, к 04.10.1941 года через Волхов южнее Чудово вышли вместе с остатками 111-й стрелковой дивизии и остатки 502-го стрелкового полка. Всего из дивизии вышло не более 500 человек .
Маршал Советского Союза, Министр обороны СССР  Д.Т.Язов,  воевавший в 483 стрелковом полку 177 сд сначала командиром отделения, затем командиром взвода,  в книге воспоминаний «Удары судьбы: Воспоминания солдата и маршала»  написал:

К  21 августа 1941 года	 войска  Лужского участка обороны были  отрезаны	 от Ленинграда. 24 августа по приказу командующего Ленинградским фронтом пришлось оставить Лугу, а затем с боями выходить из окружения. По лесам и болотам личный состав дивизии, питаясь подножным кормом – грибами и ягодами, вышел из окружения, сохранив оружие и боевые знамена, обагренные кровью воинов, покрывших себя неувядаемой славой..

Командующий войсками Северного фронта генерал-лейтенант   Попов так оценил действия 177 сд на Лужском рубеже обороны:
«К счастью, бои под Лугой приняли упорный и затяжной характер. Части 177-й дивизии, которой командовал очень опытный и храбрый полковник А. Ф. Машошин, при поддержке 10-го мехкорпуса и сводной артиллерийской группы полковника Г. Ф. Одинцова изматывали и изнуряли противника, наносили ему большие потери и упорно удерживали рубежи в глубине своей обороны .»
За проявленный героизм и упорство в боях под г. Луга в течение 47 дней,  весь личный состав 177 сд получил приветствие и благодарность от Главнокомандующего Северо- Западным направлением Маршала Советского Союза Клима Ворошилова.
Вторичное переформирование дивизия имела в ноябре 1941 года в г. Ленинграде по решению Военного Совета Ленинградского фронта от 11.10.1941 г.№ 00108 и личному указанию Секретаря ЦК ВКП/б/ тов. Жданова. Дивизия была восстановлена и к 18.11.41 г. поступила в резерв Ленинградского фронта .
Сформирована практически заново в составе двух стрелковых полков на основе остатков 10-й стрелковой бригады, остатков 111-й стрелковой дивизии и войск ПВО в течение сентября-октября 1941 года в Ленинграде и с 27.10.1941 по 30.10.1941 производит сосредоточение в районе посёлка Марьино, 30.10. и 04.11.1941 безуспешно пытается осуществить форсирование Невы в назначенном месте, несёт потери. Форсировала реку только 08.11.1941 в районе переправ № 2 и № 3 и была сосредоточена на Невском пятачке, получив участок наступления на левом его фланге — напротив 8-й ГЭС. До 17.11.1941 ведёт безуспешное наступление. 24.11.1941, оставив личный состав — вернее его малые остатки — и передав его другим частям на пятачке, штаб дивизии переправился обратно. В течение декабря 1941 вновь укомплектована, фактически во второй раз заново, уже в трёхполковом составе (имея в виду стрелковые подразделения) в деревне Новосергиевка и на станции Понтонная личным составом и материальной частью. В дивизию направлялись маршевые роты и команды выздоравливающих.

## 1942 - 1943 г.г.
В январе 1942 года была переправлена из Ленинграда по льду Ладожского озера в район Войбокало участвует в Любанской операции с задачей захватить участок железной дороги Мга — Кириши в районе станции Погостье и далее наступать в направлении деревни Виняголово — города Любань. Ценой значительных потерь дивизия перерезала железную дорогу по фронту до 2 километра, овладела железнодорожным мостом в районе станции Погостье и продвинулась вперёд на 2 километра юго-западнее станции. На этом рубеже части дивизии были остановлены и были вынуждены перейти к обороне . Действия дивизии командиром 54-й армии И. И. Федюнинским были оценены как неудачные.
Вела бои на занимаемом участке по восточному берегу болота Малуксинский мох, далее вдоль железнодорожной насыпи, в которой закрепился противник, до моста в район станции Погостье, далее по роще «Жучок» в месте слияния ручья Дубок и реки Мга и далее по восточному берегу болота Ковригина гладь до января 1944 года. Так 11.08.1943 года вместе со 124-м отдельным танковым полком прорывает передний край обороны противника в районе Малукса — Погостье, в направлении Синявино.

## 1944 год
Новгородско-Лужская наступательная операция
C 17.01.1944 в ходе Новгородско-Лужской операции наносит удар в направлении Погостье-Шапки-Тосно. Прорвав многоэшелонированную оборону, разгромив «Голубую» испанскую дивизию, освободила ряд населённых пунктов в полосе наступления (Пальгора, Будково, Вериговщина и другие) и к исходу дня вышла на подступы к насыпи железной дороги Москва — Ленинград и к Любани. К исходу 26.01.1944 дивизия вышла на подступы к городам Тосно и Любань, в ночь на 27.01.1944 части дивизии обходным манёвром ворвались в Любань. Совершила марш на Рябово, Ушаки, Тосно, Лисий-Корпус к 30-31.01.1944 сосредоточилась в посёлке Вырица, в феврале 1944 в районе деревень Бежаны и Муравейно приступила к форсированию реки Луга, затем, 13.02.1944 вступила в город Луга.
Приказом  №65 Верховного Главнокомандующего от 28 января 1944 г. за взятие города Любань во время проведения Новгородско – Лужской наступательной  операции 177-й стрелковой дивизии присвоено Почетное наименование  Любанская.
Бои на Нарвском направлении
В феврале – марте 1944 года 177 дивизия в составе 124 стрелкового корпуса 2-й Ударной армии Ленинградского фронта участвовала в наступлении в районе Ауверского плацдарма на реке Нарва,  проводившегося с целью  разгрома немецкой  оперативной группы «Нарва», освобождения  г. Нарва и выхода к Финскому заливу .
20.2.44 г.  введённый в бой  124 ск  силами  177 сд и 80-й стрелковой дивизии  при поддержке  танковых,  артиллерийских и других  частей усиления,  начал наступление, проводимое с  поставленной корпусу задачей прорвать оборону противника, овладеть   узлом сопротивления Ууемыйза –  Ванамыйза – Аувере (Аувере),  оборонямого  силами подразделений  моторизованной дивизии  СС «Фельдхернхалле».  Наступление   встретило сильное  организованное сопротивление немецких войск, имевших  хорошо укреплённые позиции в полосе долговременной  оборонительной  линии «Пантера»,  мощную артгруппировку, проводивших  контратаки и  переходивших в  наступление при поддержке   танков и самоходных орудий.  В ходе многодневных тяжёлых  боёв   и 177 сд,  и 80 сд  имели незначительное продвижение .
Командир 30 гвардейского стрелкового корпуса, наступавшего на этом же участке фронта  левее 124 стрелкового корпуса,  генерал Симоняк вспоминал:  

 Нигде нам не было так трудно, как под Нарвой. Здесь мы не могли использовать в полной мере мощь артиллерии и бронетанковых войск, были ограничены в маневре. Чтобы обеспечить орудия боеприпасами, приходилось выстраивать целый полк и передавать снаряды по солдатской цепочке. Таким способом  укрепления фашистов не разрушить. А они  так укрепили западный берег  реки Нарвы, что без артиллерии и на шаг продвинуться вперед нельзя  .
Продолжавшиеся до 2.3. 44 г. наступательные действия в районе Ауверского  узла сопротивления   к успеху не привели.  1.3. 44 г.  в результате наступления  486 сп и 502 сп  3-й батальон  486 стрелкового полка  177 сд смог захватить  опорный пункт  Ууемыйза,  встретил  сильный огонь противника,  занял круговую оборону.  Противник, предприняв до 10 контратак  с разных направлений,  проводимых силами до батальона  при поддержке 3  танков,  отрезал  прорвавшуюся группу.   Подразделения  вели  непрерывный  9-часовой бой,  подбили 2 танка.   Группу  считали погибшей,  но они  смогли  ночью  выйти из окружения и вернулись в свои части.  502 стрелковый  полк   177 дивизии,  содействовавший в этом  наступлении действиям   486 сп,  улучшил   свои позиции и закрепился на них. С 2.3. 44 г. части перешли к обороне и закрепились на достигнутых рубежах, укрепляли оборонительные позиции и вели позиционные бои .
29.3.44 г. дивизия, согласно директиве Ленинградского фронта,  переведена во второй эшелон 124 ск.
10.4.1944 года 177 сд вошла в состав 21 армии,  после ряда передислокаций  11.5.44 г. части дивизии полностью сосредоточились в районе г. Ленинград,  (станция Мельничный ручей),  где приступили к занятиям по боевой подготовке. Занятия, согласно распоряжениям и программы 98 стрелкового корпуса  проводились с приближением  к условиям боевой деятельности и  продолжались до 11.6.44 г.
Выборгская наступательная операция Ленинградского фронта
С 11.6.1944 года 177 сд принимает участие в Выборгской наступательной операции Ленинградского фронта в составе 98 стрелкового корпуса 23-й армии  (706 артиллерийский  полк дивизии  участвует в артподготовке по прорыву переднего края обороны противника в районе Медный Завод). Дивизия, совершив марш из района дислокации станция Мельничный ручей, к 13-14.6.1944 года сосредотачивается в районе  Кекрола (урочище Пионерское, в настоящее время находится на территории Первомайского поселения Выборгского района Ленинградской области)  во втором эшелоне 98 ск .
98 ск  находится на направлении главного удара 23-й армии и с 14.6.44 г. ведёт бои по прорыву второго долговременного  оборонительного рубежа финнов  (Карельский вал)  в районе укреплённого узла Сийранмяки.
Укреплённый узел Сийранмяки представлял собой мощный узел обороны на господствующей высоте 171.0,  имел достаточную артгруппировку,  был  эшелонирован в глубину, имел 3-4 ряда бетонных и гранитных надолб («Зубы дракона») и рядов колючей проволоки, систему долговременных огневых точек (ДОТ), и ДЗОТ, обширные минные поля.
14.6.1944 г. советские части  почти полностью овладели  высотой  171.0. и, отбивая непрерывные контратаки противника,   продолжали  продвигаться вглубь укреплённого узла.  15.6. 1944 г. 483-й стрелковый полк 177 сд вводится в бой и ведёт вместе другими частями 98 ск  упорные бои в районе высоты 171.0 . 16.6.1944 года финны, понеся большие потери, начинают  отвод войск с позиций. 177 сд вводится в бой и с танковыми частями усиления начинает преследование противника,  отходящего на 3-й долговременный  рубеж обороны,  располагавшийся  вдоль Вуоксинской водной системы (VKT-линия).  Противник оказывал сопротивление, стараясь задержать советские части, минируя дороги, подрывая мосты и контратакуя. 18.6.44 года части 177 дивизии, преследуя противника, овладели ст.Валкъярви. К 20.6.44 года части дивизии вышли в район Хейниоки (Вещево (посёлок, Ленинградская область)) и поступили в распоряжение 6-го стрелкового корпуса .
В составе 6 ск 177 сд принимает участие в продолжении Выборгской операции -  сражении на реке Вуоксе (называемое так же Бои за Вуосалми) ,  ведёт бои в межозерном дефиле в районе озёр Калтовеси, Вел- Лампи , 27.6 44 г. освобождает полуостров Сарен – Ма и занимает оборону .
10.7.1944 г. 177 сд передана в состав 98 ск, с 15.7.44 г. 98 ск с занимаемым рубежом обороны от Ниэмеля до озера Кокон-селькя переходит в подчинение 21 армии.
Потери, понесённые дивизией - 1177 человек, из них офицерского состава - 95 человек, сержантского состава - 297 человек, рядового состава - 785 человек .
После окончания боевых действий на финском участке фронта с 24.9.44 года части дивизии находятся на охране Государственной границы СССР с Финляндией, проводят оборудование и укрепление рубежей линии границы. В декабре 1944 г. 177 сд в составе 97 ск 23 армии передислоцируется из района Яски в г. Выборг и продолжает оборудование второй очереди Государственной границы в районах, прилегающих к г. Выборг 
С декабря 1944 по март 1945 дислоцируется в г. Выборг.
В марте 1945 года начала переброску в Прибалтику, в район Лиепаи где и встретила конец войны, принимала капитуляцию курляндской группировки противника, 08.05.1945 года вошла в Лиепаю.
Расформирована 16.06.1946 года.

## Состав
- 483-й стрелковый полк  (подполковник Я. А. Паничкин, июль-октябрь 1941 г.)
- 486-й стрелковый полк
- 502-й стрелковый полк
- 710 гаубичный артиллерийский полк (в 1-м формировании)
- 706-й лёгкий артиллерийский полк
- 7-й отдельный истребительно-противотанковый дивизион (до 01.07.1943)
- 254-я отдельная разведывательная рота (254-й отдельный разведывательный батальон)
- 333-й отдельный сапёрный батальон
- 555-й отдельный батальон связи (745-я отдельная рота связи)
- 11-я и 13-я отдельные армейские штрафные роты (на 01. 01. 1944г)
- 20-й медико-санитарный батальон
- 175-я отдельная рота химической защиты
- 243-я автотранспортная рота
- 265-я полевая хлебопекарня
- 150-й дивизионный ветеринарный лазарет
- 29018-я (695-я ППС и 676-я ППС совместно с 235 дивизией) полевая почтовая станция.
- 520-я полевая касса Госбанка

## Подчинение
| Дата            | Фронт (округ)                                              | Армия             | Корпус                  | Примечания |
| --------------- | ---------------------------------------------------------- | ----------------- | ----------------------- | ---------- |
| 22.06.1941 года | Ленинградский военный округ                                | -                 | -                       | -          |
| 01.07.1941 года | Северный фронт                                             | -                 | -                       | -          |
| 10.07.1941 года | Северный фронт                                             | -                 | -                       | -          |
| 01.08.1941 года | Северный фронт (Лужская оперативная группа)                | -                 | 41-й стрелковый корпус  | -          |
| 01.09.1941 года | Ленинградский фронт (Южная оперативная группа)             | -                 | 41-й стрелковый корпус  | -          |
| 01.10.1941 года | Ленинградский фронт                                        | -                 | -                       | -          |
| 01.11.1941 года | Ленинградский фронт (Невская оперативная группа)           | -                 | -                       | -          |
| 01.12.1941 года | Ленинградский фронт                                        | -                 | -                       | -          |
| 01.01.1942 года | Ленинградский фронт                                        | 55-я армия        | -                       | -          |
| 01.02.1942 года | Волховский фронт                                           | 54-я армия        | -                       | -          |
| 01.03.1942 года | Волховский фронт                                           | 54-я армия        | -                       | -          |
| 01.04.1942 года | Волховский фронт                                           | 8-я армия         | -                       | -          |
| 01.05.1942 года | Ленинградский фронт (Группа войск Волховского направления) | 54-я армия        | -                       | -          |
| 01.06.1942 года | Ленинградский фронт (Волховская группа войск)              | 54-я армия        | -                       | -          |
| 01.07.1942 года | Волховский фронт                                           | 54-я армия        | -                       | -          |
| 01.08.1942 года | Волховский фронт                                           | 54-я армия        | -                       | -          |
| 01.09.1942 года | Волховский фронт                                           | 54-я армия        | -                       | -          |
| 01.10.1942 года | Волховский фронт                                           | 54-я армия        | -                       | -          |
| 01.11.1942 года | Волховский фронт                                           | 54-я армия        | -                       | -          |
| 01.12.1942 года | Волховский фронт                                           | 54-я армия        | -                       | -          |
| 01.01.1943 года | Волховский фронт                                           | 54-я армия        | -                       | -          |
| 01.02.1943 года | Волховский фронт                                           | 54-я армия        | -                       | -          |
| 01.03.1943 года | Волховский фронт                                           | 54-я армия        | -                       | -          |
| 01.04.1943 года | Волховский фронт                                           | 54-я армия        | -                       | -          |
| 01.05.1943 года | Волховский фронт                                           | 54-я армия        | -                       | -          |
| 01.06.1943 года | Волховский фронт                                           | 54-я армия        | -                       | -          |
| 01.07.1943 года | Волховский фронт                                           | 54-я армия        | -                       | -          |
| 01.08.1943 года | Волховский фронт                                           | 54-я армия        | -                       | -          |
| 01.09.1943 года | Волховский фронт                                           | 54-я армия        | -                       | -          |
| 01.10.1943 года | Волховский фронт                                           | 54-я армия        | -                       | -          |
| 01.11.1943 года | Волховский фронт                                           | 54-я армия        | -                       | -          |
| 01.12.1943 года | Волховский фронт                                           | 54-я армия        | -                       | -          |
| 01.01.1944 года | Волховский фронт                                           | 54-я армия        | -                       | -          |
| 01.02.1944 года | Ленинградский фронт                                        | -                 | -                       | -          |
| 01.03.1944 года | Ленинградский фронт                                        | 2-я ударная армия | 124-й стрелковый корпус | -          |
| 01.04.1944 года | Ленинградский фронт                                        | -                 | 124-й стрелковый корпус | -          |
| 01.05.1944 года | Ленинградский фронт                                        | 21-я армия        | 124-й стрелковый корпус | -          |
| 01.06.1944 года | Ленинградский фронт                                        | 23-я армия        | 98-й стрелковый корпус  | -          |
| 01.07.1944 года | Ленинградский фронт                                        | 23-я армия        | 6-й стрелковый корпус   | -          |
| 01.08.1944 года | Ленинградский фронт                                        | 21-я армия        | 98-й стрелковый корпус  | -          |
| 01.09.1944 года | Ленинградский фронт                                        | 21-я армия        | 98-й стрелковый корпус  | -          |
| 01.10.1944 года | Ленинградский фронт                                        | 59-я армия        | 43-й стрелковый корпус  | -          |
| 01.11.1944 года | Ленинградский фронт                                        | 59-я армия        | 43-й стрелковый корпус  | -          |
| 01.12.1944 года | Ленинградский фронт                                        | 23-я армия        | 97-й стрелковый корпус  | -          |
| 01.01.1945 года | Ленинградский фронт                                        | 23-я армия        | 97-й стрелковый корпус  | -          |
| 01.02.1945 года | Ленинградский фронт                                        | 23-я армия        | 97-й стрелковый корпус  | -          |
| 01.03.1945 года | Ленинградский фронт                                        | 23-я армия        | 97-й стрелковый корпус  | -          |
| 01.04.1945 года | Ленинградский фронт (Курляндская группа войск)             | 23-я армия        | 97-й стрелковый корпус  | -          |
| 01.05.1945 года | Ленинградский фронт (Курляндская группа войск)             | 23-я армия        | 97-й стрелковый корпус  | -          |

## Командование

### Командиры
- Угрюмов, Иван Степанович (24.03.1941 - 05.05.1941), полковник
- Машошин, Андрей Фёдорович (05.05.1941 — 13.10.1941), полковник
- Вехин, Григорий Иванович (14.10.1941 — 18.12.1941), полковник
- Козиев, Анатолий Гаврилович (19.12.1941 — 18.12.1943), полковник
- Цыганков, Алексей Яковлевич (19.12.1943 — 29.02.1944), полковник
- Ржанов, Василий Михайлович (30.02.1944 — 09.05.1945), полковник, с 20.04.1945 генерал-майор.

### Начальники штаба
- Подполковник Павлов, Иван Семёнович (22.03.1941 - 30.11.1941),
- Подполковник Сметанин Георгий Дмитриевич
- Полковник  Шерстнев Кузьма Васильевич

### Заместители командира
Комиссары, начальники политотдела, заместители командира по политчасти
- Смирнов, Иван Емельянович (июнь 1941 - июль 1941)
- Подполковник Шарапов Павел Ефимович

## Награды и почётные наименования
| Награда (наименование)          | Дата       | За что получена |
| ------------------------------- | ---------- | --- |
| Почетное наименование Любанская | 28.01.1944 | Приказ №65 Верховного Главнокомандующего от 28 января 1944 г. за взятие города Любань во время проведения Новгородско – Лужской наступательной операции |

## Отличившиеся воины дивизии
| Награда | Ф. И. О.                 | Должность                                         | Звание    | Дата награждения                                     | Примечания |
| ------- | ------------------------ | ------------------------------------------------- | --------- | ---------------------------------------------------- | --- |
|         | Петров, Алексей Иванович | Командир взвода 486-го стрелкового полка 177-й сд | лейтенант | Указ Президиума Верховного Совета СССР от 24.03.1945 | Во время Выборгской наступательной операции взвод оказался в окружении. Лейтенант Петров вызвал огонь артиллерии на себя, противник был отброшен, что обеспечило подразделениям полка успешное форсирование реки Салменкайта |

С момента формирования дивизии по сентябрь 1944 г. из состава дивизии награждены правительственными наградами 4186 человек 
- Орденом Красного Знамени 22 человека
- Орденом Александра Невского 25 человек
- Орденом Отечественной войны I ст 21 человек
- Орденом Отечественной войны II ст 89 человек
- Орденом Красной Звезды 457 человек
- Орденом Славы II ст 143 человека
- Медалью За Отвагу 1589 человек
- Медалью За Боевые заслуги 1080 человек
- Медалью За Оборону Ленинграда 760 человек

Среди награждённых  Орденом Красного Знамени командир 177 сд полковник Ржанов Василий Михайлович ,  Орденом Красной Звезды командир  333 отдельного сапёрного батальона 177 сд  Алексеев Михаил Алексеевич  ,  Медалью  За Отвагу  командир 7 батареи 706-го артиллерийского полка 177-й сд  капитан Дегтярёв Тимофей Васильевич  и другие.

## Известные лица, связанные с дивизией
- Язов, Дмитрий Тимофеевич, до 1943 года лейтенант, командир взвода 483-го стрелкового полка, впоследствии Маршал Советского Союза, Министр обороны СССР.
- Гребениченко, Владимир Федосеевич — начальник отдела контрразведки.

## Памятники и мемориалы

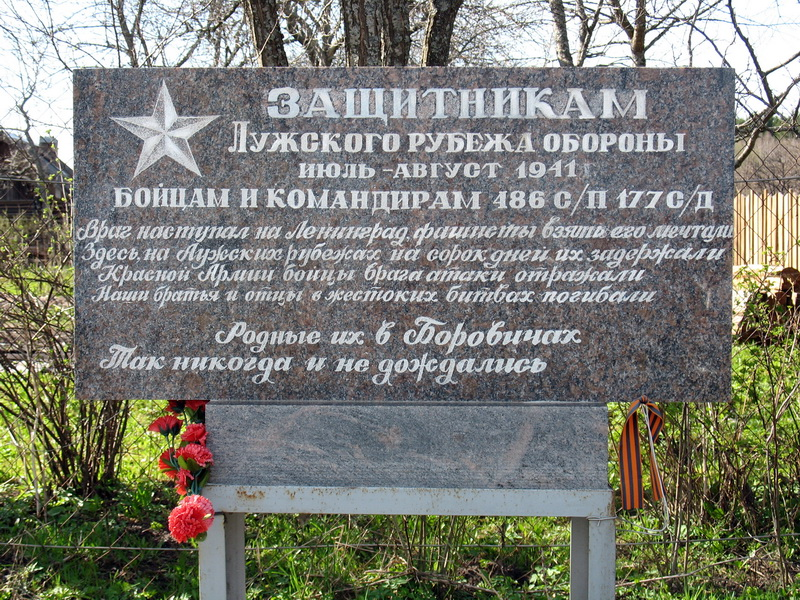
Памятный знак  Защитникам Лужского рубежа обороны июль — август 1941, бойцам и командирам 486 стрелкового полка 177 стрелковой дивизии. Памятный знак установлен у деревни Вяжище Лужского района, на памятнике надпись: «Родные их в Боровичах  Так никогда и не дождались». По воспоминаниям местных жителей: «высоту, где расположена деревня Вяжище, немцам удалось взять ценой больших потерь. После боя весь склон и поле на верху были покрыты телами наших и немецких солдат».
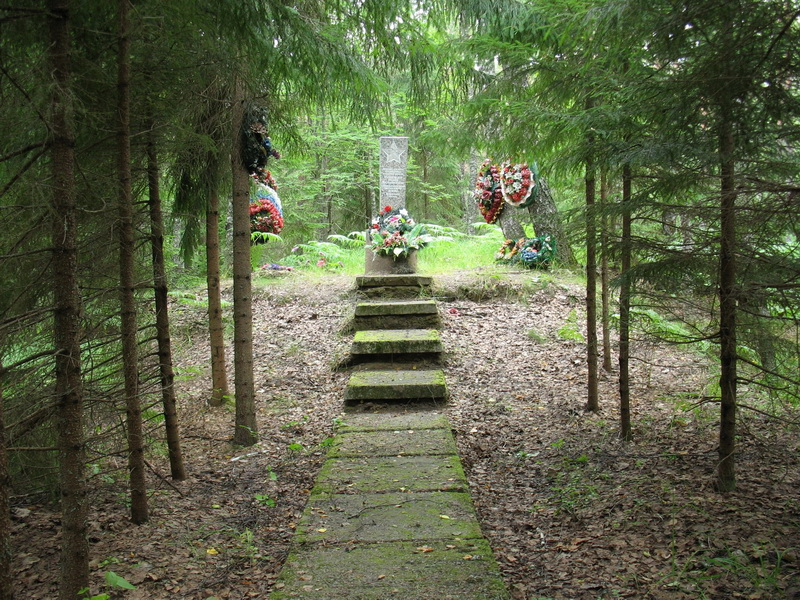
Место гибели политрука 486 полка 177 сд  И.Т. Кузнецова и бойцов 486 стрелкового полка 177 стрелковой дивизии,  павших смертью храбрых 24.08.1941г.
На памятнике  воинам 23 армии Ленинградского фронта, участвовавшим в боях в июле 1944 года на реке Вуокса,  установленном  после окончания боевых действий по решению Военного Совета 23-й армии около посёлка  Барышево, Выборгского района Ленинградской области на высоте 44.5., за которую  шли бои,  на мемориальной плите увековечена 177-я стрелковая дивизия.